# Rachis

Budowa ciała trylobita. Rachis oznaczone liczbą 5 i zielonym kolorem na drugim rysunku

Rachis (ang. axial lobe, axial ring) – środkowa część ciała trylobitów.
Rachis stanowi środkowy z trzech płatów budujących poszczególne segmenty ciała, oddzielony od płatów bocznych (pleur) za pomocą bruzd osiowych (ang. axial furrows). Rachis jest częścią wysklepioną, wyniesioną ponad poziom pleur. Na segmentach tułowia przednia wypustka rachis danego segmentu wchodzi pod tylną krawędź segmentu poprzedniego, tworząc mechanizm kotwiczący. Na głowie rachis przedłuża się w glabellę, która może dochodzić do przedniego jej brzegu. U zdecydowanej większość gatunków rachis przedłuża się również ku tyłowi na pygidium.